# Lode Vereeck
Lode Vereeck (Deurne, 23 januari 1965) is een Belgisch econoom en politicus voor Vlaams Belang, voorheen voor Open Vld en Lijst Dedecker.

## Opleiding
Vereeck doorliep de lagere en middelbare school aan het Sint-Lievenscollege in Antwerpen, waar zijn vader lesgaf. Hij studeerde Toegepaste Economische Wetenschappen (TEW) aan de Universiteit Antwerpen, waar hij in 1987 magna cum laude afstudeerde in Publieke Economie (Internationale Economische en Diplomatieke Betrekkingen) met een thesis over de arbeidsfilosofie van Hannah Arendt. Daarna ging hij Economie en Overheidsgedrag studeren aan de Universiteit Maastricht, waar hij in 1993 een doctoraat economie behaalde met een proefschrift over de wetenschapseconomie en de organisatie van universiteiten en onderzoeksinstellingen.

## Academische loopbaan

### Academische functies
Lode Vereeck is sinds 1998 gasthoogleraar rechtseconomie aan de Faculteit Rechten van de Universidad Torcuato di Tella in Buenos Aires.
Hij startte zijn academische loopbaan aan de Faculteit TEW van de Universiteit Antwerpen, waar hij van 1987 tot 1992 werkte als assistent macro-economie.
Van 1992 tot 2004 was hij als universitair docent rechtseconomie verbonden aan de Faculteit Rechtsgeleerdheid van de Universiteit Maastricht. Hij doceerde er, naast rechtseconomie, ook algemene economie en belastingtheorie.
In 1994 werd hij benoemd tot docent economie aan de faculteit Toegepaste Economische Wetenschappen van het Limburgs Universitair Centrum, de voorloper van de Universiteit Hasselt. Hij doceerde er onder meer macro-economie en micro-economie. Vanaf 2004 legde hij zich er als hoofddocent economie en beleidsmanagement toe op mobiliteitsvraagstukken zoals de efficiënte en kosteneffectieve inzet van overheidsgelden voor de verbetering van de verkeersveiligheid. Van 2006 tot 2009 was expert-lid van de Mobiliteitsraad van Vlaanderen, de strategische adviesraad van de Vlaamse regering.
In 2009 nam hij aan de Universiteit Hasselt een deeltijdse lesopdracht in macro-economie en openbare financiën op. Hij richtte zijn onderzoek op de efficiëntie en kosteneffectiviteit van regelgeving. Vereeck werkte mee aan de ontwikkeling van de (regulerings)impactanalyse in Vlaanderen, was medeoprichter van het Interuniversitair Centrum voor Wetgeving en onderzocht de kosteneffectiviteit van innovatieve medische therapieën.
In 2018 werd hij bevorderd tot hoogleraar economie en beleidsmanagement. In zijn wetenschappelijk werk legt hij zich vooral toe op de efficiënte werking en kosteneffectief beleid van de overheid (op vlak van openbare financiën, regulering, justitie en mobiliteit).
Van 2001 tot 2009 was hij eveneens consultant en van 2007 tot 2009 gedelegeerd bestuurder van het Centrum voor Beleidsmanagement in Hasselt.

### De zaak-Vereeck
In het najaar van 2018 berichtte de pers dat het Openbaar Ministerie van Limburg op vraag van Universiteit Hasselt een onderzoek was gestart naar mogelijk grensoverschrijdend gedrag van Vereeck tegenover studentes. Vereeck, op dat moment lijsttrekker voor Open Vld bij de gemeenteraadsverkiezingen, deed de berichten af als een wraakactie of een politieke lastercampagne. Er werd tegen Vereeck nooit een klacht ingediend, noch bij het parket, noch bij de universiteit.
Op 6 maart 2019 seponeerde het Openbaar Ministerie het onderzoek wegens gebrek aan bewijs. Na de seponering en nog voor de tuchtprocedure was opgestart, sprak rector Luc De Schepper een publieke veroordeling uit. De tuchtcommissie van Universiteit Hasselt zag in het verslag van het parket voldoende aanwijzingen van ongepaste relaties met studentes en oordeelde in haar eindrapport dat er bij Vereeck "duidelijk sprake (was) van ongepast gedrag dat een ernstige inbreuk vormt op de deontologie en de waardigheid van het ambt van professor". Het universiteitsbestuur ontsloeg Vereeck wegens een vertrouwensbreuk met de leiding en de studenten. De beroepscommissie van de universiteit bevestigde het ontslag. Beide commissies werden geleid door de vicerectoren, die werden aangeduid door rector De Schepper (cf. ZAP-statuut, hfdst. 7). Vereeck trok naar de Raad van State, dat in 2022 de geldigheid van de procedure bevestigde en het ontslag omschreef als een sanctie die in verhouding stond met de feiten.
Vereeck hield zijn onschuld staande.

### Bestuurlijke functies
In 2001 werd hij door Open Vld voorgedragen en door de Vlaamse regering aangesteld als bestuurder van de transnationale Universiteit Limburg, een samenwerkingsverband tussen de Universiteit Hasselt en de Universiteit Maastricht. Vereeck oefende die functie uit tot 2004.
In 2020 droeg Vlaams Belang Vereeck (tevergeefs) voor als bestuurder aan de Universiteit Hasselt.

## Politieke loopbaan

### VLD
Lode Vereeck startte zijn politieke loopbaan bij de Vlaamse Liberalen en Democraten. Van 1999 tot 2000 werkte hij als adjunct-kabinetschef voor kmo-beleid bij federaal minister Jaak Gabriëls. Hij was er bevoegd voor de sociale zekerheid van zelfstandigen en de administratieve vereenvoudiging. Vereeck bereidde mee de wetswijziging voor die een versnelde procedure om een onderneming te starten mogelijk zou maken. In 2000 stond hij als 11de kandidaat op de VLD-lijst voor de gemeenteraadsverkiezingen in Diepenbeek.

### LDD
In 2008 werd Vereeck door Jean-Marie Dedecker gevraagd om de Limburgse lijst te trekken van het rechts-liberale LDD (Lijst Dedecker, later: Libertair, Direct, Democratisch). Bij de Vlaamse verkiezingen van 7 juni 2009 werd hij voor het Vlaams Parlement verkozen in de kieskring Limburg. Hij zetelde er als vast lid in de Commissie voor Algemeen Beleid, Financiën en Begroting en als plaatsvervanger in de Commissie voor Economie, Innovatie en Wetenschapsbeleid, Werk en Sociale Economie. Van midden juli 2009 tot begin februari 2014 was hij fractieleider van LDD in het Vlaams Parlement. Vanuit de oppositie verzette hij zich met succes tegen de verhoging van de belasting die wordt geheven bij de verdeling van onroerend goed. In maart 2014 werd Vereeck door de kranten De Standaard, De Morgen en Het Belang van Limburg uitgeroepen tot "beste parlementslid" in het Vlaams Parlement vanwege zijn "sterke dossiers, verbale kracht en humor".
Na de federale verkiezingen van juni 2010 werd Vereeck door het partijbestuur aangeduid aan als dagelijks bestuurder van de partij, terwijl Dedecker statutair voorzitter bleef. Vereeck verliet het LDD-partijbestuur weer in januari 2011.

### Open Vld
Begin februari 2014 keerde Vereeck terug naar Open Vld. Hij bleef Vlaams volksvertegenwoordiger tot aan de nieuwe verkiezingen van 25 mei 2014, waar hij eerste opvolger was bij de Kamerverkiezingen in 2014 in de kieskring Limburg. Open Vld coöpteerde hem daarna als senator in de Belgische Senaat, waar hij zich toelegde op interregionale mobiliteit. Hij oefende deze functie uit tot in mei 2019. Bij de Vlaamse en federale verkiezingen in mei 2019 kreeg Vereeck geen plaats meer op de verkiezingslijsten van Open Vld.

### Lokale politiek
Lode Vereeck was lijstduwer bij de gemeenteraadsverkiezingen van oktober 2012 voor de lokale partij DAAD (De Andere Aanpak in Diepenbeek). Hij werd verkozen in de gemeenteraad en stapte na zijn nationale terugkeer bij Open Vld ook lokaal naar de partij over. Bij de gemeenteraadsverkiezingen van 2018 werd hij verkozen voor Open Vld, dat in de nieuwe coalitie stapte. Vereeck besloot het schepenambt dat hem werd aangeboden pas na drie jaar op te nemen, omdat coalitiepartner CD&V eerst het resultaat van het onderzoek door het parket wilde afwachten.
In 2020 werd Vereeck door Vlaams Belang voorgedragen als lid van de raad van bestuur van de Universiteit Hasselt.  De provincieraad van Limburg, bevoegd voor de samenstelling van de politieke vertegenwoordiging in het bestuur van de universiteit, verwierp de voordracht. De statutaire commissie van Open Vld, samengeroepen na een klacht van een ander partijlid, beoordeelde de voordracht als onverenigbaar met het lidmaatschap van Open Vld en zette hem uit de partij.
Vanaf 2020 zetelde Vereeck als onafhankelijk raadslid in de gemeenteraad van Diepenbeek.

### Vlaams Belang
Van 2021 tot 2023 werkte Vereeck al als economisch beleidsadviseur aan het Europees Parlement voor de delegatie van Vlaams Belang en van 2023 tot 2024 was hij economisch beleidsadviseur op de studiedienst van de partij, waarbij hij zich ging toeleggen op de beleidsthema's Economie, Fiscaliteit, Begroting, Werk en Pensioenen.  Op 14 oktober 2023 besliste de partijraad van Vlaams Belang dat hij voor de federale verkiezingen van juni 2024 de Antwerpse Kamerlijst voor de partij zou trekken. Hiertoe verliet Vereeck Diepenbeek en ging hij zich in het Antwerpse Kalmthout vestigen.
In juni 2024 werd hij met meer dan 59.000 stemmen verkozen in de Kamer van volksvertegenwoordigers. Hij ging er zetelen in de commissie Financiën en Begroting en werd plaatsvervanger in de commissie Economie, Consumentenbescherming en Digitalisering.